# Sherlock Holmes contra Jack l'Esbudellador
Sherlock Holmes contra Jack l'Esbudellador és un videojoc d'aventures per a Microsoft Windows i Xbox 360, desenvolupat per Frogwares. És el cinquè joc de la sèrie de Sherlock Holmes desenvolupat per Frogwares. El joc endinsa el jugador en el districte londinenc de Whitechapel l'any 1888, el lloc històric dels assassinats de Jack l'Esbudellador.
Seguint la versió remasteritzada de Sherlock Holmes: L'Aventura, Sherlock Holmes contra Jack l'Esbudellador ofereix l'habilitat de jugar en una perspectiva en tercera persona, a més de la perspectiva en primera persona. La versió francesa del joc va ser publicada el 30 d'abril de 2009. La versió en anglès va ser publicada el 24 de maig. La versió en espanyol va ser publicada el 25 de setembre.

## Història
Durant la revolució industrial, l'Imperi Britànic estava en el seu apogeu. Com a poder mundial principal, el model de riquesa i modernitat del Regne Unit irradiava a tot el món. No obstant això, el Districte de Whitechapel a l'East End de Londres, amb prou feines reflectia aquesta brillant realitat. Whitechapel era el barri més miserable de la capital. Dins dels seus límits vivia la classe més baixa d'Anglaterra, a més d'alcohòlics, captaires, prostitutes, així com una gran comunitat d'immigrants jueus que fugien del creixent antisemitisme a l'Europa Oriental. En aquest barri, desenes de milers de persones vivien amuntegades dins d'un laberint d'estrets, sinistres i pudents carrerons, eclipsades per la boira. Per a encarar a la pobresa, el govern va crear Cases d'Obres Públiques en un intent per a controlar les masses. És dins d'aquest conjunt sinistre, fidelment representat en tots els seus detalls i similar a un camp de joc macabre que el jugador, controlant Sherlock Holmes, haurà d'investigar i perseguir a Jack l'Esbudellador i resoldre un dels grans misteris de la història del crim.

## Jugabilitat
El jugador pot jugar des d'una perspectiva en primera o tercera persona, controlant Holmes o Watson. Holmes i Watson han d'inspeccionar cada escena del crim després de cada assassinat, fent sentir al jugador ben a prop de l'assassí.
Cada escena del crim permet al jugador reconstruir els esdeveniments, prenent les pistes i ajuntant-les fins a formar una conclusió. Per exemple, en examinar el cos d'Anne Chapman, el jugador descobreix les pistes pertinents, com sang en una tanca, contusions al costat dret de la mandíbula, i una llengua inflada, que permet al jugador deduir que la víctima va ser assassinada mentre estava al llit després de ser escanyada amb una mà esquerra. S'han de triar les conclusions correctes, i si el jugador s'equivoca, ha de saber corregir-ho amb el seu propi enginy.
El jugador també ha de resoldre misteris al famós pis de Holmes (221B Baker Street), un procés que consisteix en resoldre'ls a través de diàleg i documents per establir l'hora de l'assassinat, abans de desenvolupar teories detallades sobre per què s'estan cometent els assassinats. El jugador recrea notes trencades, uneix objectes i resol trencaclosques.

## Personatges
- Sherlock Holmes: Famós detectiu consultor que viu al 221B Baker Street, amb el seu fidel amic, el Dr. John Watson. Els mètodes de Holmes i els seus poders excepcionals de deducció són únics. Els posa a prova en aquest cas.
- Doctor John H. Watson: Doctor i millor amic de Holmes. Fa tot el possible per ajudar al seu amic a atrapar a Jack l'Esbudellador.
- Jack l'Esbudellador: L'assassí en sèrie que ataca de nit al funest districte de Whitechapel. Esquartera prostitutes sense pietat i se'n riu de la policia, i és considerat tant un boig com un geni.
- Inspector Frederick Abberline: Un inspector de la policia londinenca que rebutja l'ajuda de Holmes. Creu que pot resoldre el cas tot sol.
- Els Irregulars de Baker Street: Una colla de nens pobres que ajuden a Holmes i Watson a resoldre el cas.

## Recepció
El joc va rebre crítiques positives i regulars de part dels crítics. Tot i així la seva mecànica i la seva jugabilitat van ser molt criticades. Els revisors van valorar negativament la forma en què el jugador recull pistes dins el joc, ja que primer ha de fer els encàrrecs de la policia. També deien que fallava força a causa del motor PhysX i que tenia diversos problemes com el temps de càrrega o la lenta velocitat del joc.